# دم‌کرکی بوهم
یلوه دم‌کرکی بوهم (نام علمی: Sarothrura boehmi) نام یک گونه از تیره یلوگان است که دارای پرهای خال‌دار سفید و قهوه‌ای تیره و روشن است و دُم گسترده و کرکی دارد.